# 星野くるみ
星野くるみ（ほしの くるみ、1981年3月26日 - ）は、日本の元AV女優。
東京都出身。千葉県出身という説もある。また生年は1980年説もある。

## 略歴
- 2000年に『処女宮 第7章』でAVデビュー。
- 2002年4月、『レクイエム星野くるみ 最終章』のレンタル開始をもって一旦引退した。
- 2003年、『高級ソープ 星野くるみ』で復活した。

## 作品

### アダルトビデオ（単体作品）
2000年
- 処女宮 第7章（4月30日、h.m.p/Tiffany VTF-008）
- 官能姫 星野くるみ（5月31日、h.m.p/Tiffany VTF-010）
- 桃乳姫 第2章（6月26日、h.m.p/Tiffany VTF-012）
- 微熱白書（7月31日、芳友舎 HJV-013）
  - 微熱白書＋スペシャルメイキングビデオ（7月31日、芳友舎 HJV-013W）※VHS2本組
- 桃艶吐息 2 くるみラブ・アゲイン（8月21日、h.m.p HODV-054）
- ピンクの欲望（8月31日、芳友舎 HJV-015）
- ザーメンが恋しくて…（10月27日、芳友舎 HJV-018）
- とろり、くるみ汁（11月7日、h.m.p ITV04-9）
- お嬢様のエグられピーチ（11月22日、芳友舎 HJV-020）
- 素敵なレイプ（12月27日、芳友舎 HJV-022）
- やりすぎ女家庭教師（メディアジャック AVB-003）

2001年
- インタラクティブ ザ・カゲキ 4（1月21日、h.m.p HODV-064）
- やりすぎ家庭教師 16（1月31日、h.m.p/Miss Christine LMC-002）
- 口全ワイセツ 33（2月25日、h.m.p/サム LSV-004）
- ザ・リアル 星野くるみ（4月30日、h.m.p/サム LSV-009）
- 実録 星野くるみ（6月30日、h.m.p/サム LSV-014）
- my room 星野くるみ（7月21日、ビデオバンク BNDV-011）
- 巡礼 星野くるみ（7月22日、h.m.p/サム SPY-013C1）
  - 巡礼 星野くるみ（7月31日、h.m.p/サム LSV-017）
- 星野くるみのデラ珍道中 in USA（8月26日、h.m.p/サム LSV-019）
- 激射（9月22日、宇宙企画 IG-36）
- 女尻（10月26日、アリスJAPAN KA-2043）
- 監禁ボディドール（11月30日、マックス・エー XS-2245）
- 堕天使 X（12月14日、BAZOOKA BZ-80）
- 実録 星野くるみ 完全版（12月21日、ビデオバンク BNDV-026）

2002年
- LEGEND（1月31日、アトラス21 A02-014）
- くるみマニア（2月26日、アリスJAPAN KA-2061）
- 艶美 [EMBI]（4月19日、アトラス21 AVD-093）
- レクイエム 星野くるみ 最終章（4月30日、h.m.p/サム FSV-010） ※一度目の引退作
- 幽閉淫女（5月、サクセス・ビデオ・コミュニティー）

2003年
- 超高級ソープ 星野くるみ
- 高級ソープ 星野くるみ（4月25日、トータル・メディア・エージェンシー（TMA）TWV-010）VHS ※復活作
  - 高級ソープ 星野くるみ（4月25日、トータル・メディア・エージェンシー（TMA）TWD-010）DVD ※復活作
  - 超高級ソープ 星野くるみ（4月25日、トータル・メディア・エージェンシー（TMA）11ID-029）DVD ※復活作
- 僕の女教師ペット（5月23日、トータル・メディア・エージェンシー（TMA）TWV-013）VHS
  - 僕の女教師ペット（5月23日、トータル・メディア・エージェンシー（TMA）TWD-013）DVD
- 和服美人（6月20日、トータル・メディア・エージェンシー（TMA）TWV-017）VHS
  - 和服美人（6月20日、トータル・メディア・エージェンシー（TMA）TWD-017）DVD
  - 和服見返り美人（6月20日、トータル・メディア・エージェンシー（TMA）11ID-042）DVD

### アダルトビデオ（編集作品）
2000年
- 私春季 青木絵里 星野くるみ 秋菜里子（4月21日、h.m.p HODV-048）全3名
- セブン Vol.5 七つの恋の物語（12月21日、ビデオバンク BNK-025）全7名

2001年
- 美麗女学園 バトルレイプ・20人の餌食たち（4月25日、h.m.p HODV-068）全20名 ※芳友グループ20周年記念作
  - 美麗女学園 女学生20人のレイプバトル（12月31日、h.m.p GLE-001）全20名
- TIFFANY BEST THE FLOWERS（6月21日、h.m.p BNDV-008）全25名
- 星野くるみ大全集 1（9月21日、ビデオバンク BNDV-015）※「ピンクの欲望」「ザーメンが恋しくて」を収録
- ChiChi-Mix〈乳ミックス〉星野くるみ 黒沢愛 市井静香（11月30日、宇宙企画 MDK-012）全3名
- インタラクティブ処女宮（12月10日、h.m.p HODV-083）全5名
- コスプレ殿堂ザ・ベスト 2（12月21日、ビデオバンク BNDV-10008）全6名
- 10人娘デビューメモリアル（12月22日、h.m.p MPD-014C5）全10名

2002年
- HARD CORE（1月1日、宇宙企画 RMD-132）全5名
  - HARD CORE（5月25日、宇宙企画 MDS-065）全5名
- ザ・リアル＆ザ・カゲキ 愛蔵版1999-2001（1月24日、h.m.p/サム FSV-001）全6名
- 堕天使 X DELUXE（3月17日、BAZOOKA FX-58）全5名
- 星野くるみBest（3月21日、ビデオバンク BNDV-10011）※「口全ワイセツ 33」「星野くるみのデラ珍道中 in USA」を収録
- やりすぎ家庭教師120分スペシャル！！（3月23日、h.m.p/Miss Christine FMC-005）全5名
- 口全ワイセツ 晩餐（4月23日、h.m.p/サム FSV-008）全6名
- 監禁ボディドール 鮎川あみ＆星野くるみ（6月21日、マックス・エー XV-076）
- お嬢様ファイル VOL.1 10人の恥体験物語（7月31日、h.m.p GER-3）全10名
- MAX-A AnniversaryⅢ（12月6日、マックス・エー XV-098）全24名
- PURE PRIN お嬢様10人の恥じらい（12月10日、ビデオバンク BNDV-078）全10名

2003年
- 処女宮 1（1月31日、芳友舎 PJW-001A）全5名
- ザ・美乳Bomb4時間（3月21日、ビデオバンク BNDV-108）全25名
- 女尻CLIMAX 2003 vol.1（4月25日、アリスJAPAN KA-2116）全5名
- 淫乱軍 濡れ狂う9人の女たち（6月15日、h.m.p WSV-12）全9名
- 処女宮〈1988-2003〉（7月21日、ビデオバンク BNDV-00135）全11名
- 巨乳240分 2（7月25日、宇宙企画 MDS-158）全30名
- NONSTOP 星野くるみ（10月17日、トータル・メディア・エージェンシー 11ID-074）
- 美乳メガファック！！！（10月21日、h.m.p WOM-001）全12名
- 超高級ソープCollection（12月19日、トータル・メディア・エージェンシー TWV-053）VHS 全6名
  - 超高級ソープCollection（12月19日、トータル・メディア・エージェンシー TWD-053）DVD 全6名

2004年
- ATLAS ACTRESS COLLECTION 240 藤森エレナ 苺みるく 星野くるみ 鮎川あみ ほか（1月21日、アトラス21 AVD-171）多数出演
- ペットCollection 4時間 星野くるみ 水樹なつみ 海野ひかり 上原深雪 ほか（2月20日、TMA 12ID12）
- ローションメガファック！！！（2月25日、h.m.p KOM-001）全12名
- 口全ワイセツBEST Ⅱ（5月21日、h.m.p KSV-6）全21名
- TMA 超絶Queen 極6時間（7月16日、トータル・メディア・エージェンシー TWV-099）VHS 全30名
  - TMA 超絶Queen 極6時間（7月16日、トータル・メディア・エージェンシー TWD-099）DVD 全30名

2005年
- おしゃぶりメガファック！！！（2月28日、h.m.p HRDV-229）全18名
- 和服Collection 4時間 姫咲しゅり 吉永ゆりあ 天海いずみ 星野くるみ ほか（3月4日、トータル・メディア・エージェンシー TWD-152）多数出演
- Chichi-mix 乳ミックス 黒沢愛 星野くるみ 市井静香（3月31日、宇宙企画 RMD-115）全3名
- HARD CORE ハードコア（3月31日、宇宙企画 RMD-132）全5名
- ナイスボディマニア（6月24日、h.m.p HRDV-285）全12名
- 着衣濡趣向 2 星野くるみ 久保田友里恵 加瀬里美（12月22日、ティファ・コーポレーション DSFG-18）全3名
- 日常にある脚の風景 星野くるみ 片桐舞（12月29日、ティファ・コーポレーション DSFG-22）

2006年
- あのアイドルが新基準モザイクで甦る[伝説の女優16人]（8月10日、ビデオバンク BNDV-384）全16名

2007年
- 21人のデジモアイドル薄消し4時間（2月23日、トータル・メディア・エージェンシー 15ID-009）全21名
- NEW巨乳極乳PREMIUM薄モザ4時間（3月2日、トータル・メディア・エージェンシー 15ID-010）全23名
- AVアイドル伝説Special 2（10月19日、A-BOX ABOD-152）全6名

2009年
- あのアイドルがスーパーリマスターREMIXで甦る ナイスボディ Vol.1（5月21日、h.m.p HRDV-787）全16名

2011年
- 復刻 女尻 星野くるみ（1月28日、アリスJAPAN PDV-132）

2012年
- ノーカット 星野くるみ 2枚組6時間（8月1日、NIRVANA NIT-087）

2013年
- 高級ソープ Super Best 4時間（1月11日、トータル・メディア・エージェンシー 21ID-001）全5名

2015年以降
- ATLAS 2002 永久保存版（2015年5月31日、アトラス21 AVD-045）全16名
- 中高年男性に送る懐かしのアリスJAPANスター女優BEST（2018年12月13日、アリスJAPAN DVAJ-369）全20名
- アリスJAPAN35周年BEST（2019年7月13日、アリスJAPAN DVAJ-403）全32名

発売年不明
- 裏ルームサービス 星野くるみ（ウォーズエンタティメント WU-012）VHS
- Queen call メーカー直販には訳がある。 星野くるみ（INDIES BOY IB-009）VHS
- SUPER EROTICISM DX 星野くるみ（LIPSTICK HOME HI-010）VHS
- 星野三姉妹 ミラクル・キューティーズ 星野くるみ 星野杏里 星野ひかる（h.m.p HRDV-10001）DVD 全3名
- Angel 星野くるみ（h.m.p HOVC-159）DVD

### アダルトビデオ（無修正）
- Super AV Girl Vol. 2（2003年12月29日、? SAG02）
- Unmoral Vol. 2（2004年1月8日、ナインス UNM02）

## 書籍

### 写真集
- あなたの彼女にして下さい。（2000年4月10日、ぶんか社、撮影:上野勇） ISBN 4821123282

### 雑誌
- PENTHOUSE SPECIAL 2000年6月号（ぶんか社）
- URECCO 2000年9月号（ミリオン出版）
- ベストビデオ 2000年9月号（星野くるみ:巻頭カラー）、12月号、2001年2月号（三和出版）
- Bejean 2000年9月号（英知出版）